# Reima Pietilä

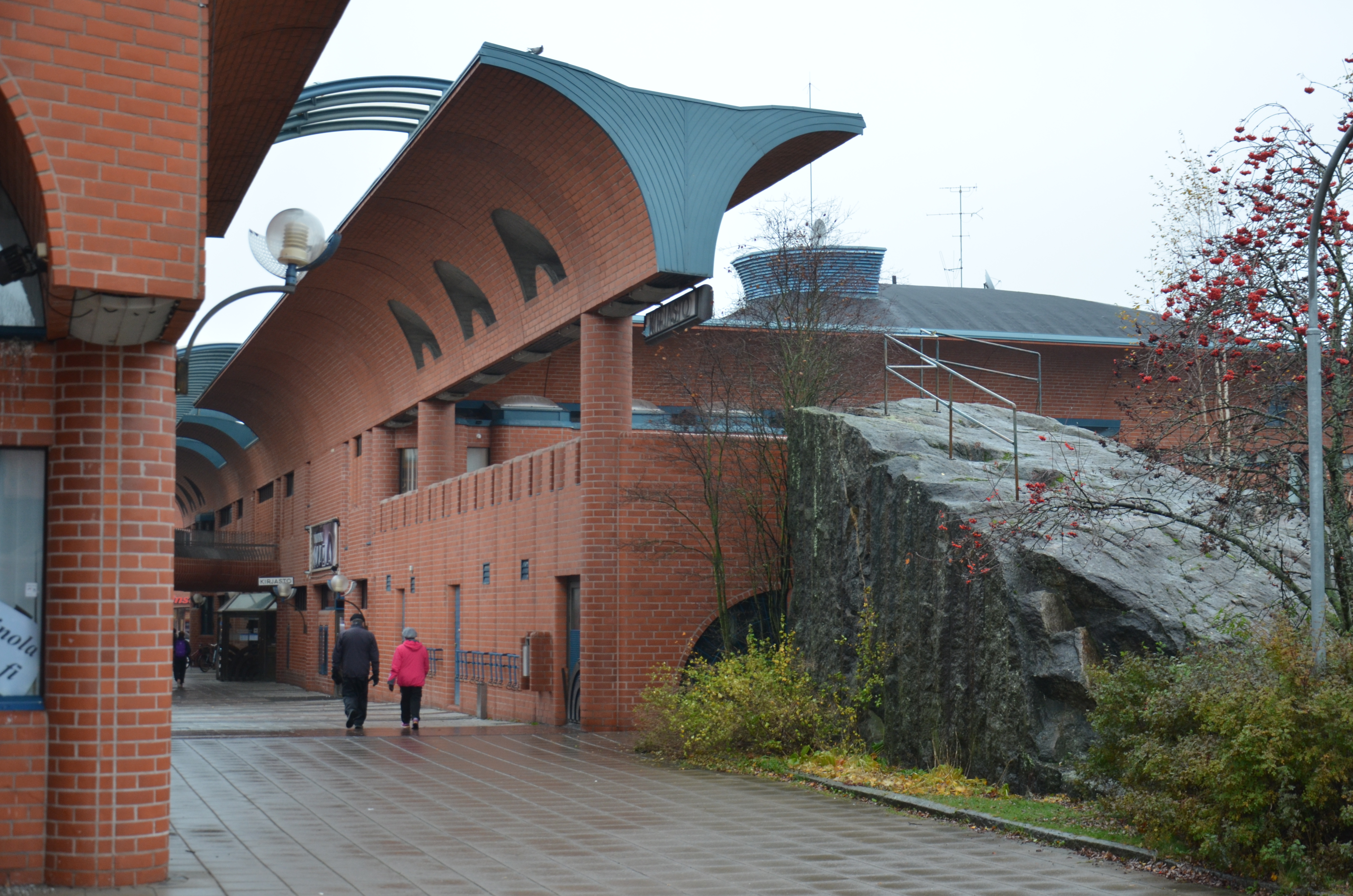
Hervanta centrum

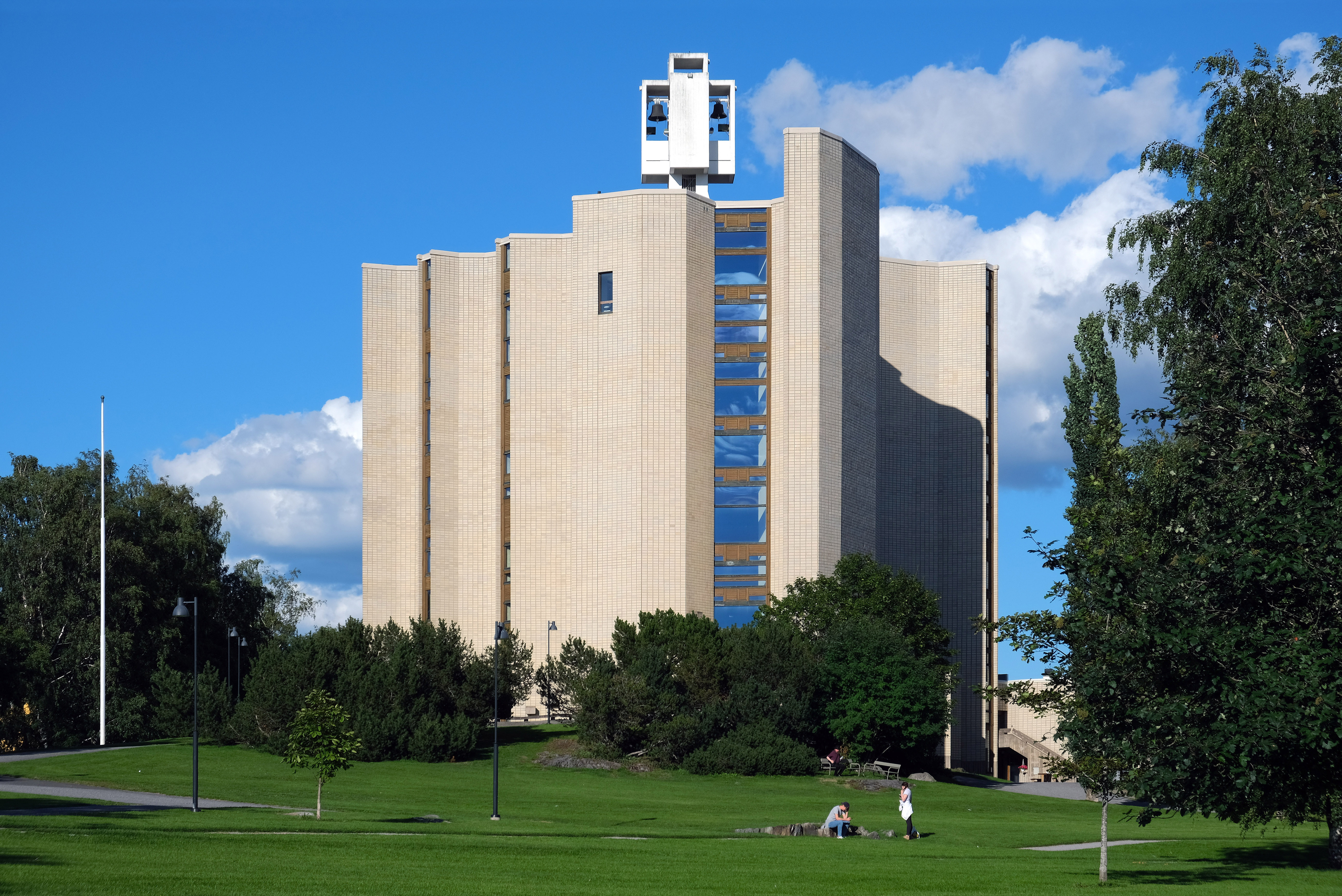
Kalevakyrkan i Tammerfors

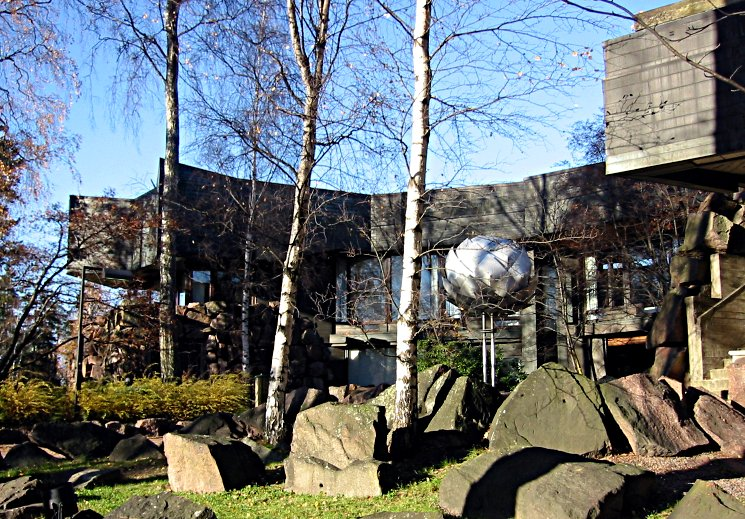
Dipoli i Otnäs

Frans Reima Ilmari Pietilä, född 25 augusti 1923 i Åbo, död 26 augusti 1993 i Helsingfors, var en finländsk arkitekt. Han gjorde merparten av sina arbeten tillsammans med Raili Pietilä, som han var gift med från 1963 till sin död.

## Biografi
Reima Pietilä tog arkitektexamen vid Tekniska högskolan, Helsingfors 1953. Sitt genombrott fick han i samband med tävlingen om den finländska paviljongen vid Världsutställningen i Bryssel 1958. Hans vinnande förslag, som kom att placeras bredvid Sverre Fehns norska paviljong, bestod av en samling träelement som placerade asymmetriskt och en aning förskjutna, vilket skapade ljusinsläpp mellan dem. 
År 1960 bildade Reima Pietilä arkitektfirman Reima Pietilä och Raili Paatelainen. Firman ändrade namn 1975 till Reima och Raili Pietilä Arkitekter.
Det organiska formspråket tog paret Pietilä sedan vidare i projekt som Kalevakyrkan i Tammerfors och studentkårhuset Dipoli vid Tekniska högskolan i Esbo. Arkitekturen karakteriseras av komplexa former, sammansatta av enskilda, repetitiva strukturella element.
Reima Pietilä var en tongivande arkitekt i Finland under 1960-talet och han och hans fru fick en rad prestigefulla uppdrag och ses där som centrala figurer i utvecklingen av den sena modernistiska arkitekturen. De flesta projekt genomförde han tillsammans med hustrun Raili Pietilä. Reima Pietilä var också verksam som professor i arkitektur vid Uleåborgs universitet 1973–1979. Under denna tid, då han för övrigt gjorde avbrott i sin arkitektpraktik, publicerade han en rad teoretiska skrifter och reflektioner över sina verk som ofta närmar sig det filosofiskt fenomonologiska.
På 1980-talet ritade Pietiläs ett bibliotek i Tammerfors och deltog i tävlingen om ett arktiskt center i Rovaniemi. Båda dessa projektförslag hade ett mer uppstyrt formspråk, vilket närmade sig det nyklassicistiska.
Arkitekturhistoriker, däribland Christian Norberg-Schulz och Nils Ole Lund, har debatterat huruvida Pietiläs arkitektur kan sägas vara typiskt finländsk. Formspråket bryter visserligen med de rena, rationella byggnader som ritades av exempelvis Aulis Blomstedt under den tidiga funktionalismen, men knyter samtidigt an till den sene Alvar Aaltos organiska former och intrikata hantering av ljus och material. Frågan har särskilt kommit upp i samband med de projekt som Pietiläs kom att utföra utomlands och de representativa uppdragen som lämnades av den finländska staten. 
Reima Pietilä avled dagen efter sin 70-årsdag 1993, samma år som det finländska presidentresidenset Talludden stod färdigt. År 2008 hölls en retrospektiv utställning om Reima och Raili Pietilä på Finlands arkitekturmuseum i Helsingfors.
Reima Pietilä var bror till grafikern Tuulikki Pietilä och far till arkitekten Annukka Pietilä (född 1963).

## Verk i urval
- Finländska paviljongen, Världsutställningen i Bryssel, 1958
- Kafé Brander i Tammerfors, 1963
- Dipoli, Otnäs, 1961–1966
- Solhöjden, bostadsområde i Hagalund i Esbo, 1962–1982
- Finlands ambassad i New Delhi i Indien, 1963–1985
- Kalevakyrkan, Tammerfors, 1964–1966
- Reidar Särestöniemis ateljé samt konstgalleri, Kittilä, 1970-talet
- Bastun till Hvitträsk i Kyrknäs, 1973–1975
- Byggnader i området Palace Sief i Kuwait City, 1973–1982
- Hervanta kyrka, Tammerfors, 1979
- Hervanta centrum, Tammerfors, 1979
- Lieksa kyrka, 1979–1982
- Tammerfors stadsbibliotek, 1983–1986
- Daghemmet Trollkarlens hatt i Björneborg, 1984
- Äldreboendet Himlen i Björneborg, 1986–1990
- Talludden, presidentbostad i Helsingfors, 1989–1993

## Bildgalleri

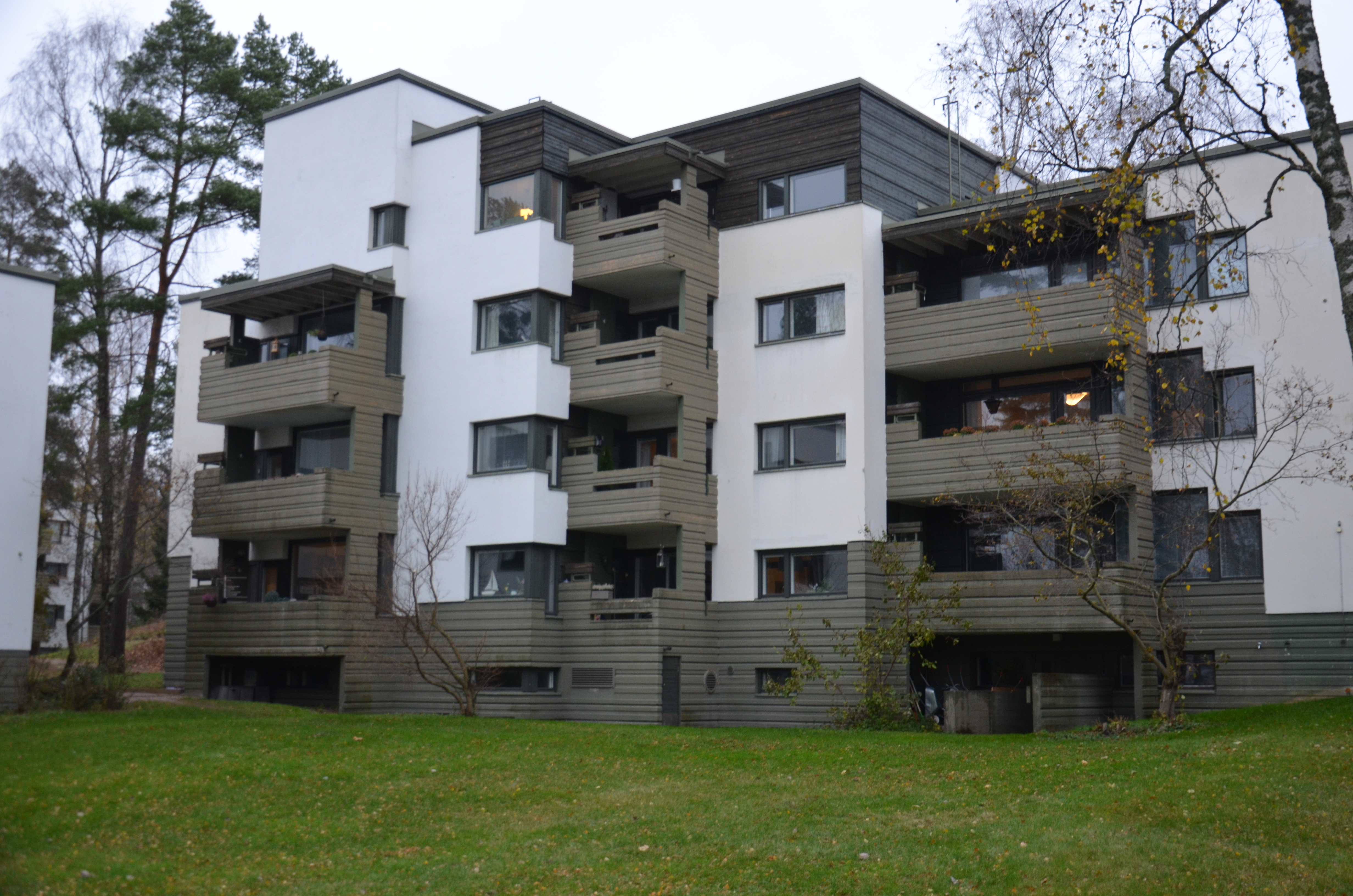
Solhöjden i Esbo
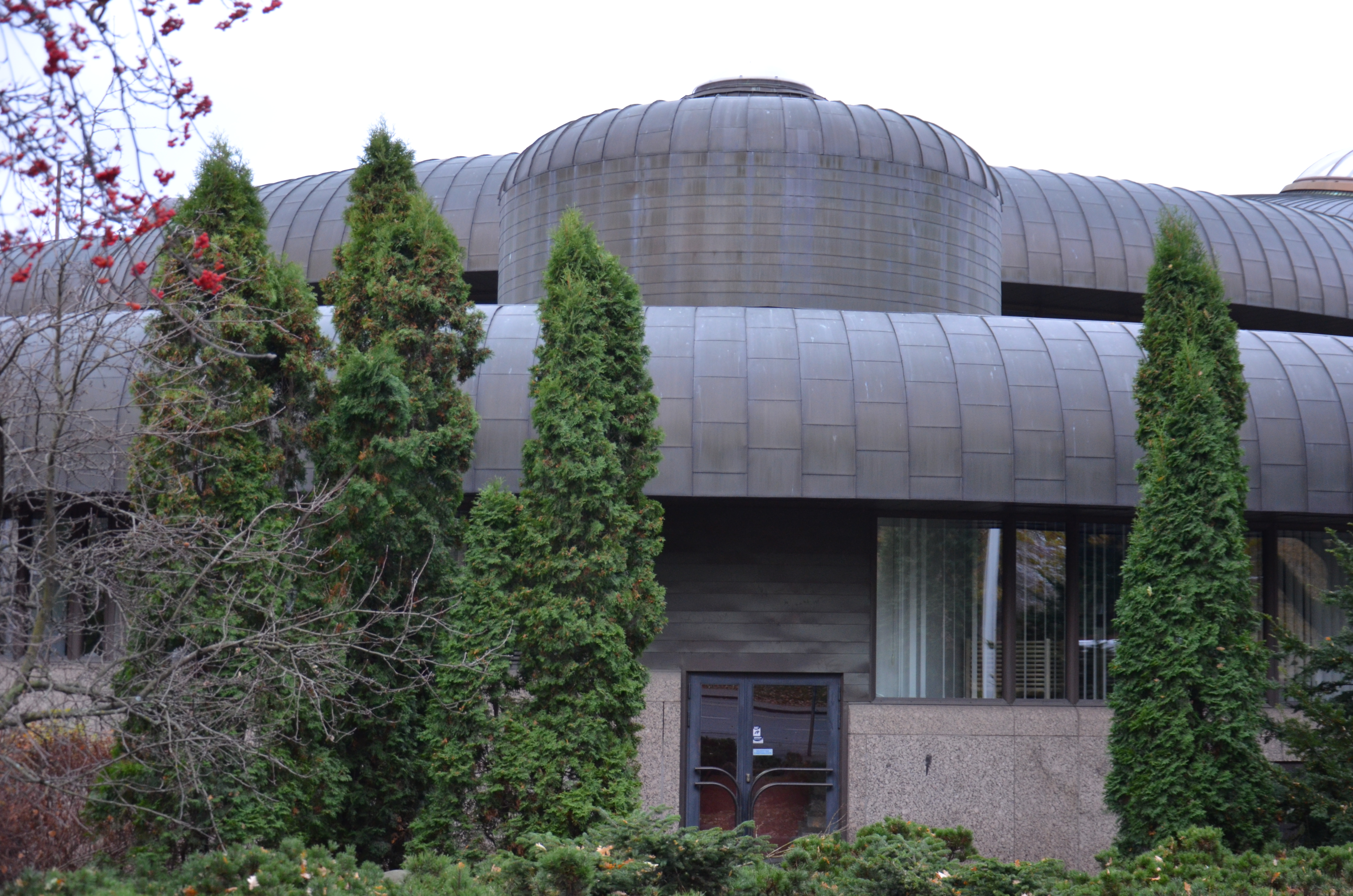
Tammerfors stadsbibliotek
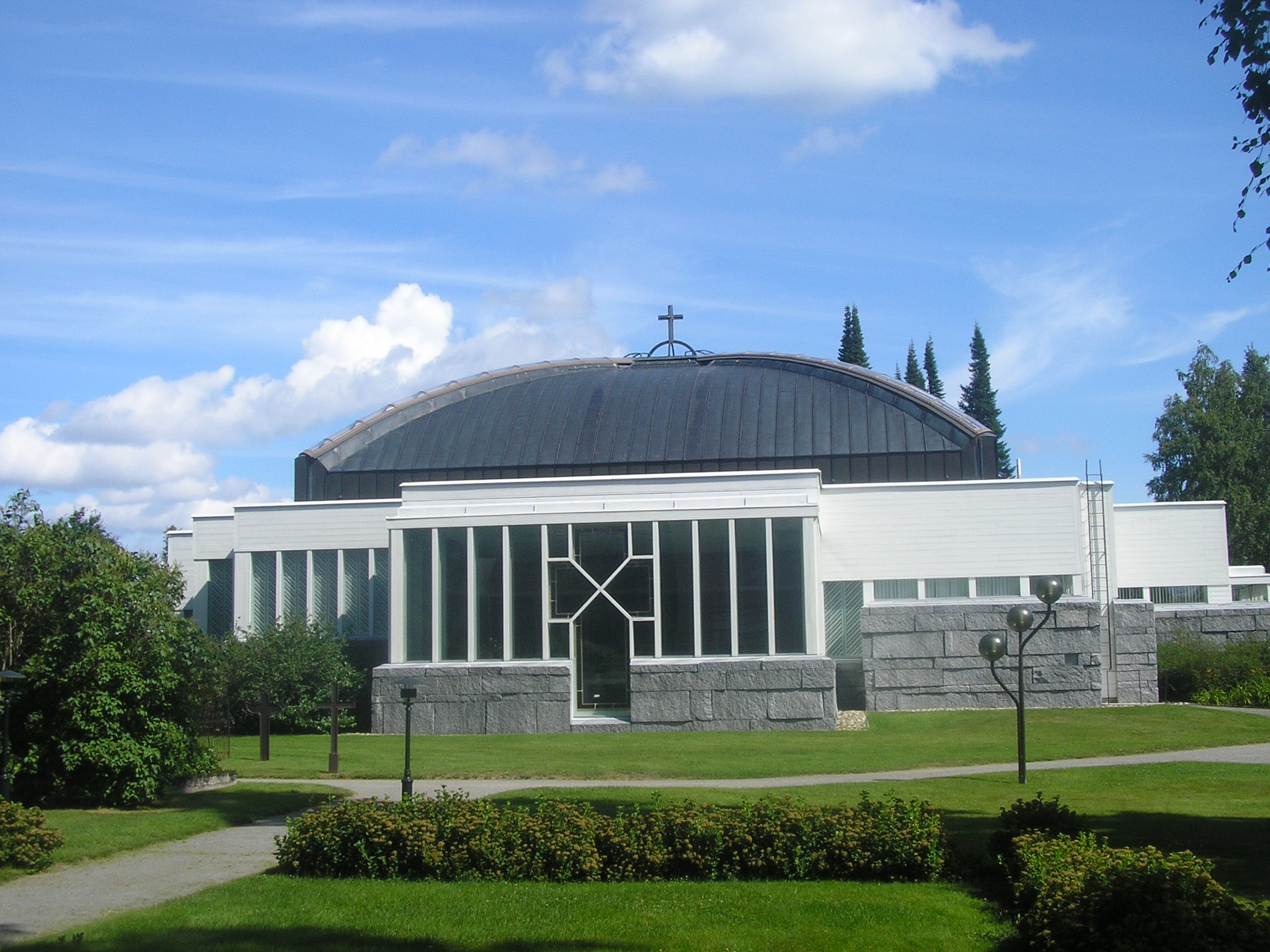
Lieksa kyrka
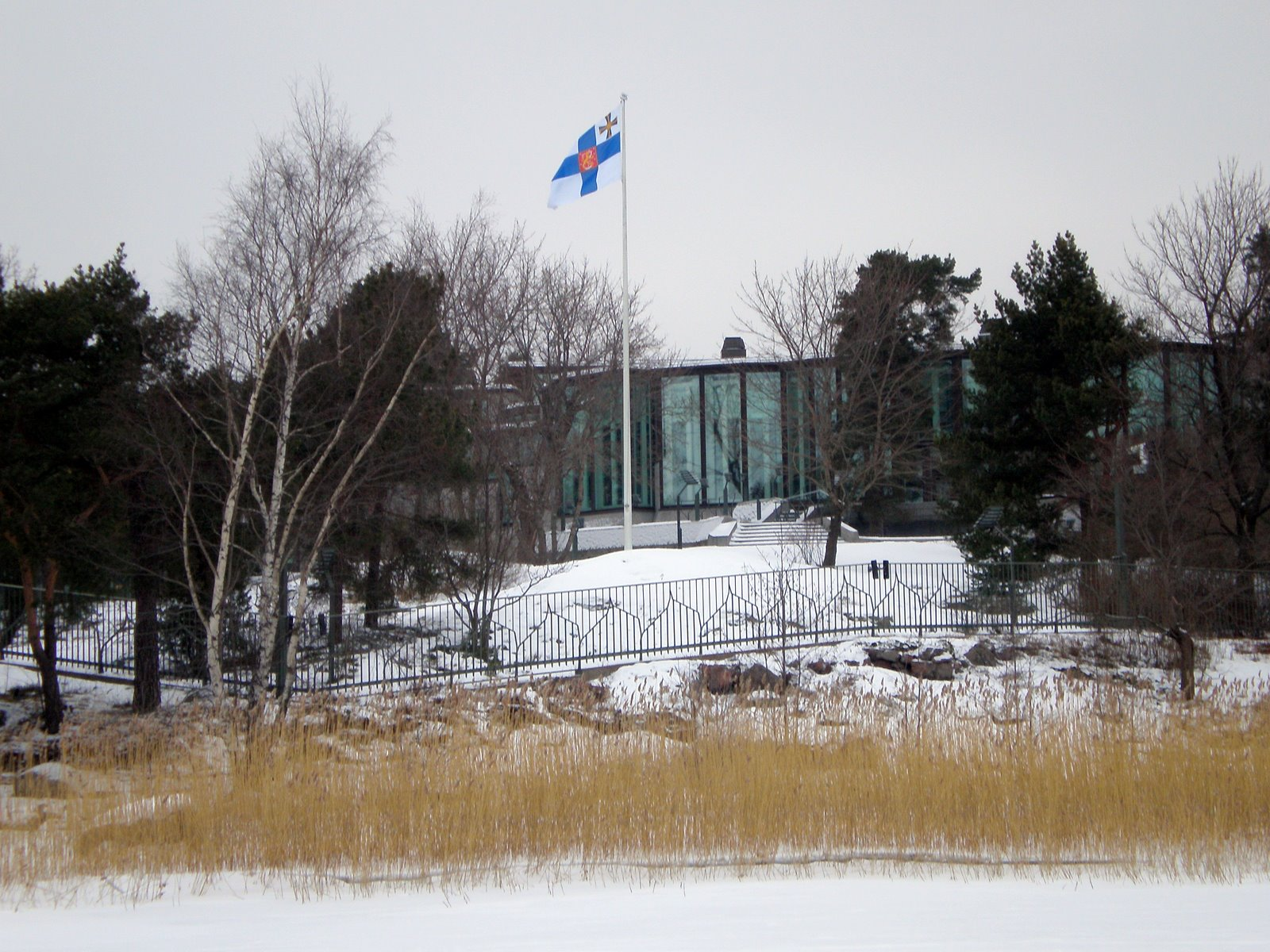
Talludden i Helsingfors
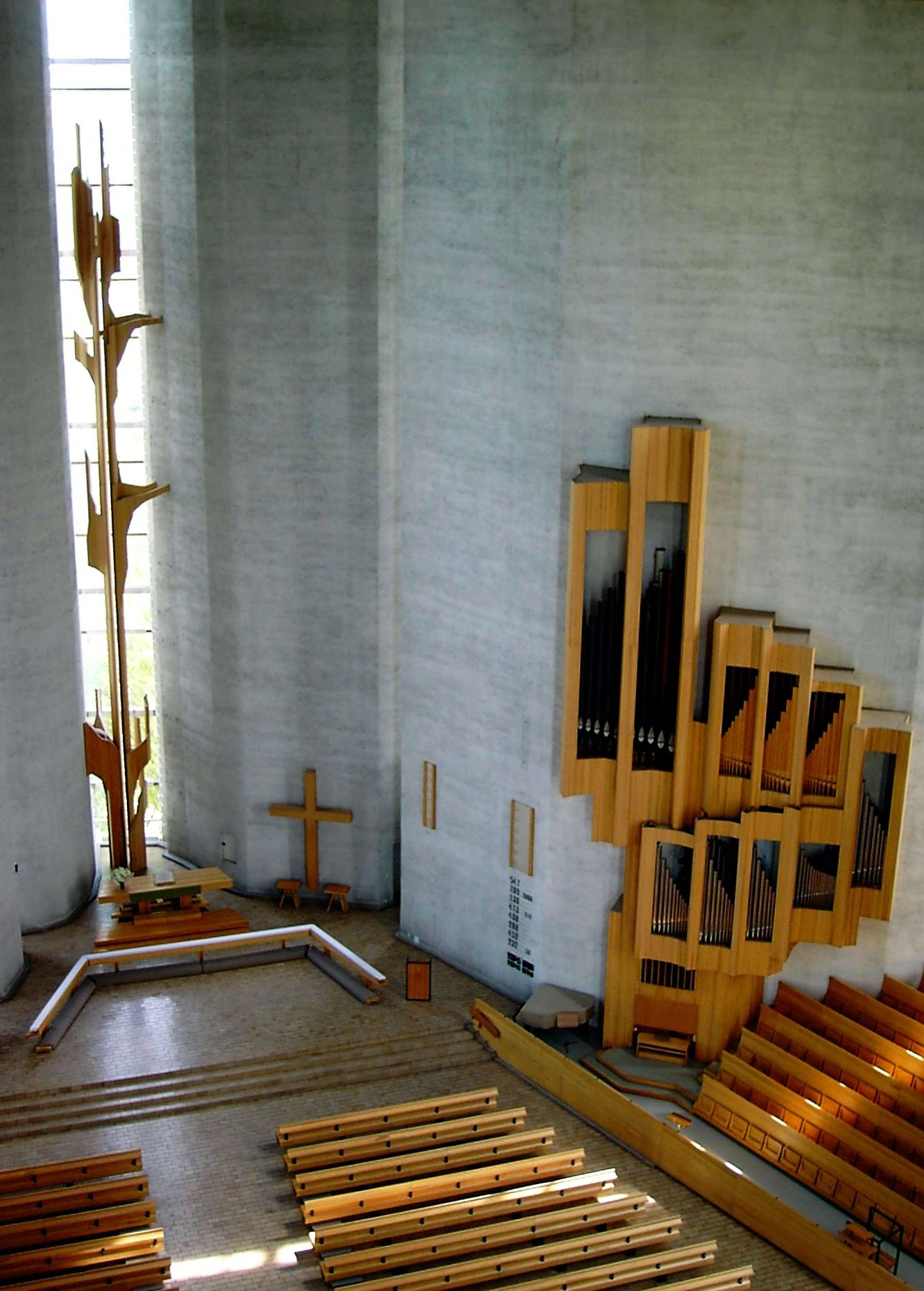
Interiör från Kalevakyrkan i Tammerfors